# Lunar IceCube
Lunar IceCube est un nano-satellite de format CubeSat 6U sélectionné par la NASA et développé par l'université d'État de Morehead (Kentucky). Le satellite doit permettre d'évaluer le recours à des satellites miniaturisés pour des missions dans l'espace interplanétaire. Lunar IceCube embarque un spectromètre qui doit évaluer le volume et la composition de la glace d'eau présente à la surface de la Lune. Le satellite a été placé en orbite au cours du premier vol de la fusée Space Launch System (mission Artemis 1) en novembre 2022. Il doit ensuite rejoindre une orbite lunaire en utilisant un moteur ionique miniaturisé. 

## Contexte
La mission est développée dans le cadre du programme NextSTEP (Next Space Technologies for Exploration Partnerships) de la NASA qui est un partenariat avec des entités commerciales destiné à développer de nouvelles technologies permettant d'étendre la durée et les capacités des missions se déroulant dans l'espace profond. La mission est financée par la NASA à hauteur de 7,9 millions de dollars américains.

## Caractéristiques techniques
Lunar IceCube est un nano-satellite de format CubeSat 6U, c'est-à-dire que ses dimensions, sa masse et plusieurs de ses caractéristiques sont imposées par ce standard. C'est un parallélépipède rectangle de 10 x 20 x 30 cm avant déploiement de ses appendices (panneaux solaires, antennes...) et sa masse est de 14 kg dont 3 kg pour la charge utile et 1,5 kg pour les ergols utilisés par la propulsion. Il réutilise un certain nombre d'équipements qui ont déjà volé. Il bénéficie de l'expérience acquise par son constructeur, l'université d'État de Morehead (Kentucky) à travers le développement de CubeSats lancés auparavant : CXBN et KySat-2. Pour remplir sa mission, le satellite est stabilisé 3 axes à l'aide d'un système acquis sur étagère comprenant un viseur d'étoiles, une centrale à inertie et des roues de réaction. La précision de pointage obtenue est de 0,007°. La position est connue avec une précision de 10 mètres et la vitesse avec une précision de 0,15 m/s. Le satellite peut pivoter avec une vitesse de 3°/s. Les panneaux solaires, déployés en orbite, fournissent environ 120 watts dont 18 watts sont disponibles pour la charge utile. Ils sont orientables avec un degré de liberté. Les télécommunications sont réalisées à l'aide de l'émetteur récepteur Iris développé par le Jet Propulsion Laboratory (JPL) et déjà embarqué sur d'autre missions. Le débit vers la Terre de cet émetteur, qui fonctionne en bande X, est de 128 kilobits/s avec une antenne parabolique réceptrice de 34 mètres de diamètre. Le système de gestion bord est pris en charge par un ordinateur embarqué Proton P400K radiodurci.

## Propulsion
Pour remplir sa mission, Lunar IceCube doit s'insérer en orbite autour de la Lune, ce qui implique de disposer d'une propulsion capable de modifier la vitesse du satellite de plusieurs centaines de mètres par seconde. La plupart des types de propulsion spatiale permettent d'atteindre cette performance ont soit une masse ou un volume trop importants, soit sont trop complexes pour être miniaturisés, soit ne peuvent atteindre les performances visées. Pour propulser Lunar IceCube, un moteur ionique d'une poussée de 0,8 millinewton avec une impulsion spécifique de 2 130 secondes a été choisi. Le volume disponible est mal adapté à un réservoir pressurisé (sphérique) utilisé pour stocker le xénon, ergol utilisé d'habitude pour les moteurs ioniques. Le fournisseur du moteur ionique (Busek) a choisi d'utiliser comme ergol du diiode car celui-ci est stocké à l'état solide (donc non pressurisé) tout en disposant d'une masse molaire (facteur ayant un impact directement sur le rendement du moteur) de 127 g proche de celle du xénon (130 g). La poussée est limitée par la quantité d'énergie disponible (environ 65 watts). Le CubeSat emporte 1,5 kg d'ergols qui lui permettent d'accélérer (Δv) de 1,2 km/s. Le moteur peut être orienté et faire un angle de 10° avec l'axe du satellite.

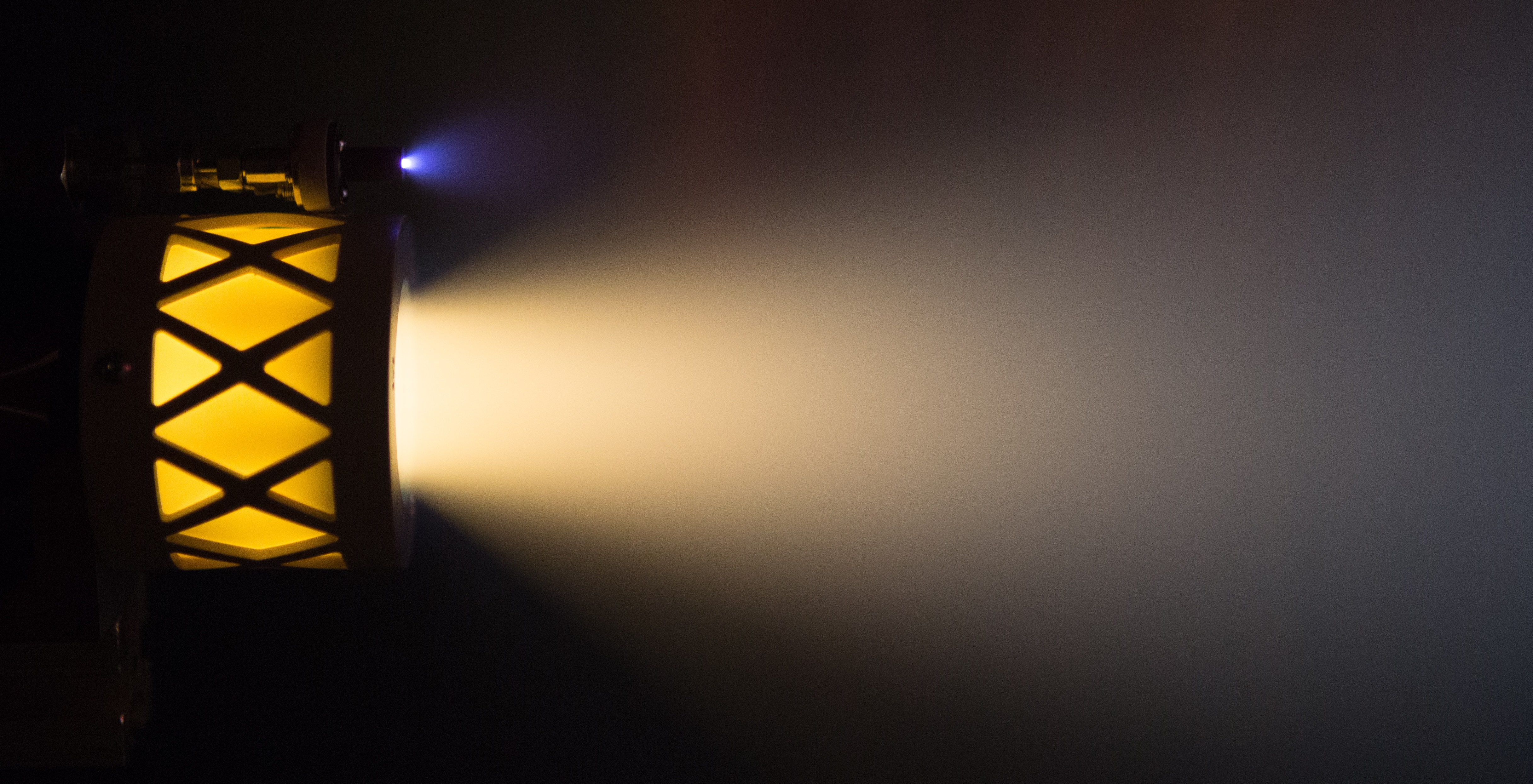
Le moteur ionique BIT-3 de Busek en cours de test.

## Instrument scientifique embarqué
Lunar IceCube emporte un spectromètre BIRCHES ((Broadband InfraRed Compact, High-resolution Exploration Spectrometer) qui est une version miniaturisée (10 x 10 x 15 cm, 2,5 kg, 10-15 W) de l'instrument OVIRS embarqué sur la mission OSIRIS-REx. L'instrument doit identifier les principaux éléments volatils (eau, sulfure d'hydrogène, dioxyde de carbone, méthane, hydroxyde, organiques) et minéraux présents à la surface de la Lune. Il mesure les émissions de ces éléments dans la bande spectrale comprise entre 1 et 4 microns avec une résolution spectrale de 10 nm et un rapport signal sur bruit de 400. Un iris mobile permet d’échantillonner toujours la même superficie de la Lune malgré les changements d'altitude en faisant varier dans un rapport d'un à 5 l'ouverture. La température joue un rôle critique dans le fonctionnement du détecteur et le satellite embarque un réfrigérateur cryogénique qui doit maintenir sa température en dessous de 120 kelvin. Les mesures sont optimisées pour une altitude de 100 km (altitude visée). À cette altitude, la région observée est un cercle de 10 km de diamètre,.  

## Déroulement de la mission
Lunar IceCube et 9 autres CubeSats constituent la charge utile secondaire de la mission Artemis 1 lancée le 16 novembre 2022. Celle-ci est embarquée sur le premier vol de la fusée Space Launch System dont l'objectif principal est de tester le vaisseau Orion et le fonctionnement du nouveau lanceur. Les CubeSats sont stockés dans l'adaptateur qui relie le second étage du lanceur avec le vaisseau spatial. Ils sont largués sur une orbite haute et utilisent une trajectoire nécessitant une faible accélération (réseau de transport interplanétaire) pour rejoindre le voisinage de la Lune. Lunar IceCube devrait parvenir à s'insérer en orbite autour de la Lune au bout de 6 mois de manœuvre. Puis en utilisant sa propulsion, il abaissera progressivement son altitude jusqu'à atteindre une altitude de 100 km (objectif) au bout d'une année supplémentaire. L'objectif minimal de la mission est de boucler au moins une orbite à une altitude de inférieure à 200 km. Le succès complet de la mission nécessite que 25 orbites soient réalisées avec un périgée inférieur à 100 km.
Le CubeSat communique avec le sol après son déploiement le 17 novembre, mais le 29 novembre 2022, la NASA annonce que l'équipe de mission « poursuit ses tentatives de communication avec le CubeSat afin qu'il puisse être placé sur son orbite scientifique dans les prochains jours ». Le site n'a pas été mis à jour depuis et le statut du satellite est inconnu.

### Documents de référence
- (en) Michael Tsay et all, « Flight Development of Iodine BIT-3 RF Ion  Propulsion System for SLS EM-1 CubeSats », aout 2016.